# 1. září
1. září je 244. den roku podle gregoriánského kalendáře (245. v přestupném roce). Do konce roku zbývá 121 dní.
1. září je jedním ze dnů, které sloužily jako počátek kalendářního roku. Jako počátek roku platil tento den v Byzantské říši, v některých částech jižní Itálie a na Balkáně (u Jihoslovanů) a od 13. století do roku 1700 v Rusku (náš letopočet zavedl v Rusku Petr Veliký k 1. 1. 1700).

## Události

### Česko
- 1310 – Jan Lucemburský se oženil s Eliškou Přemyslovnou.
- 1347 – Karel IV., den před svou korunovací, udělil pražským arcibiskupům privilegium korunovat české krále.
- 1442 – Vojsko Jiřího z Poděbrad obsadilo Tábor a Táborité byli přičleněni k ostatním husitům.
- 1598 – Rudolf II. povýšil Hradčany na královské město. Současně vznikla čtvrť chudiny Nový svět.
- 1643 – Švédská armáda pod velením generála Lennarta Torstensona zahájila devítidenní neúspěšné obléhání Brna.
- 1868 – Byla otevřena železniční trať Plzeň – České Budějovice, součásti Dráhy císaře Františka Josefa.
- 1939 – Stovky občanů byly na území Protektorátu Čechy a Morava zatčeny gestapem v rámci akce Akce Albrecht I.
- 1950 – V rámci armády byly zřízeny Pomocné technické prapory.

### Svět

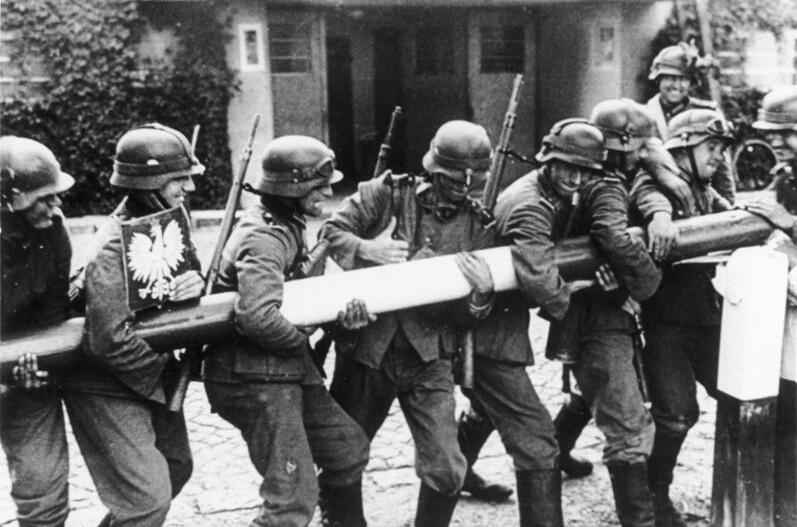
Němečtí vojáci při napadení Polska odstraňují hraniční závoru

- 1598 – Boris Fjodorovič Godunov byl korunován ruským carem.
- 1701 – Válka o španělské dědictví: V bitvě u Chiari porazila habsburská císařská armáda pod vedením Evžena Savojského armádu francouzskou.
- 1707 – Švédský král Karel XII. a římský císař Josef I. Habsburský uzavřeli v Sasku Altranstädtskou konvenci o postavení slezských evangelíků.
- 1715 – Po 72 letech vlády zemřel francouzský král Ludvík XIV.
- 1804 – Německý astronom Karl Ludwig Harding objevil planetku Juno.
- 1870 – Prusko-francouzská válka: V bitvě u Sedanu porazila pruská armáda francouzskou.
- 1902 – V Paříži měl premiéru vědeckofantastický film George Mélièse Cesta na Měsíc.
- 1905 – Vznikly kanadské provincie Alberta a Saskatchewan.
- 1914 – Uhynula holubice Martha, poslední známá zástupkyně druhu holuba stěhovavého.
- 1923 – Při zemětřesení v Japonsku o síle až 8,3 stupňů zahynulo přes 100 000 lidí.
- 1928 – Albánský prezident Ahmet Zogu prohlásil Albánii královstvím a nastoupil na trůn jako Zog I.
- 1939 – Nacistické Německo přepadlo Polsko – začala druhá světová válka.
- 1951 – USA, Austrálie a Nový Zéland podepsaly v San Franciscu založili vojenskou organizaci ANZUS.
- 1958 – V platnost vstoupil islandský zákon, který jednostranně posunul hranice islandské rybářské zóny ze 4 námořních mil od pobřeží na 12 námořních mil od pobřeží, čímž začala první „tresčí válka“ mezi Spojený královstvím a Islandem.
- 1969 – Vojenským převratem byl v Libyi sesazen král Idris I. a v čele země stanul Muammar Kaddáfí.
- 1972 – Americký šachista Bobby Fischer se stal jedenáctým mistrem světa v šachu, když zvítězil v zápase o titul v Reykjavíku.
- 1979 – Americká vesmírná sonda Pioneer 11 prolétá ve vzdálenosti 21 000 km kolem Saturnu.
- 1983 – Sovětské letectvo sestřelilo u ostrova Sachalin jihokorejské civilní letadlo Boeing 747. Všech 269 osob na palubě letu KAL 007 přišlo o život.
- 1985 – Americký oceánograf Robert D. Ballard objevil vrak Titanicu.
- 2004 – V Rusku začal třídenní teroristický útok na beslanskou školu, při kterém zahynulo 371 lidí.

## Narození
Viz též Kategorie:Narození 1. září — automatický abecedně řazený seznam.

### Česko

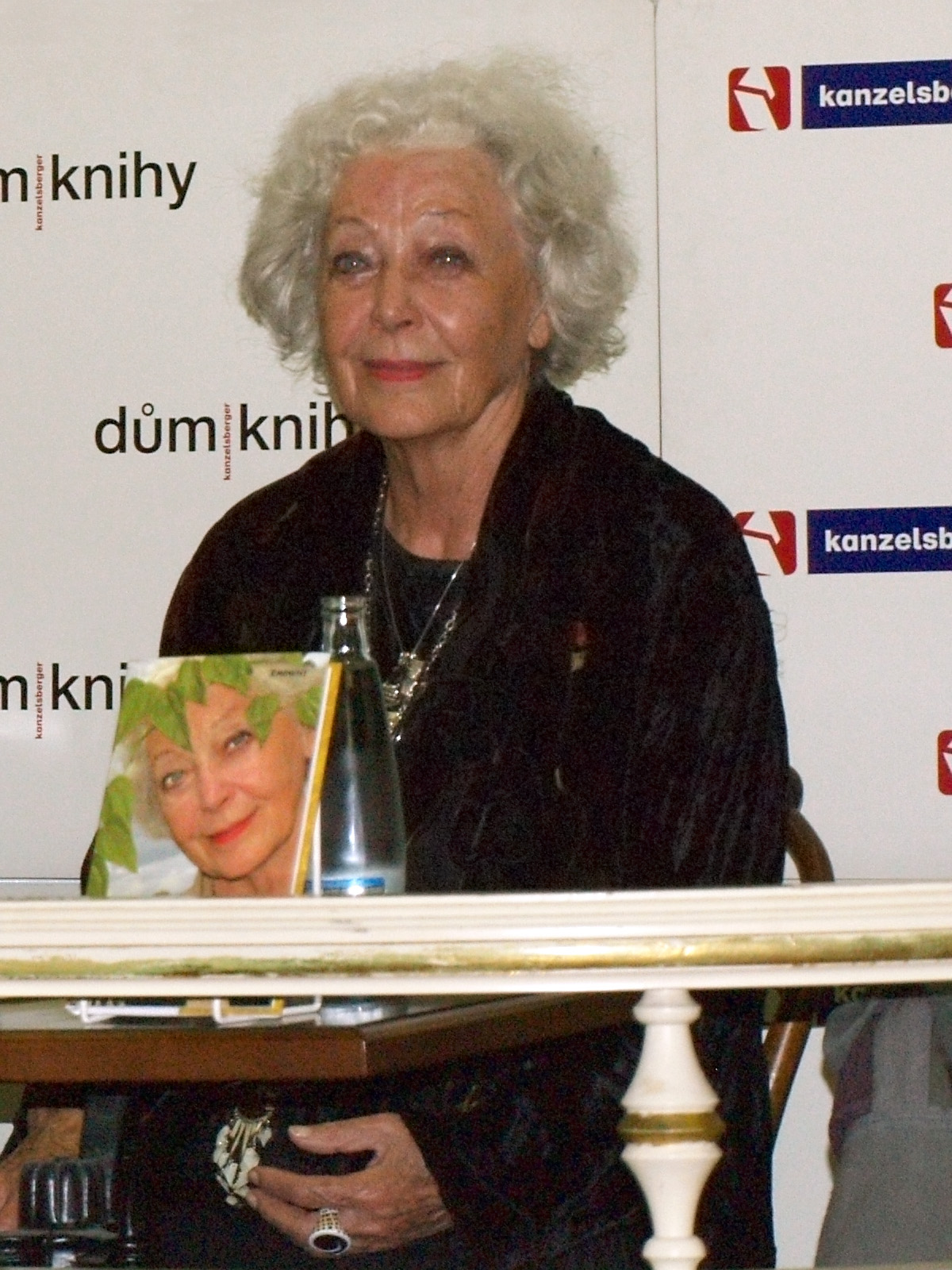
Květa Fialová (* 1929)

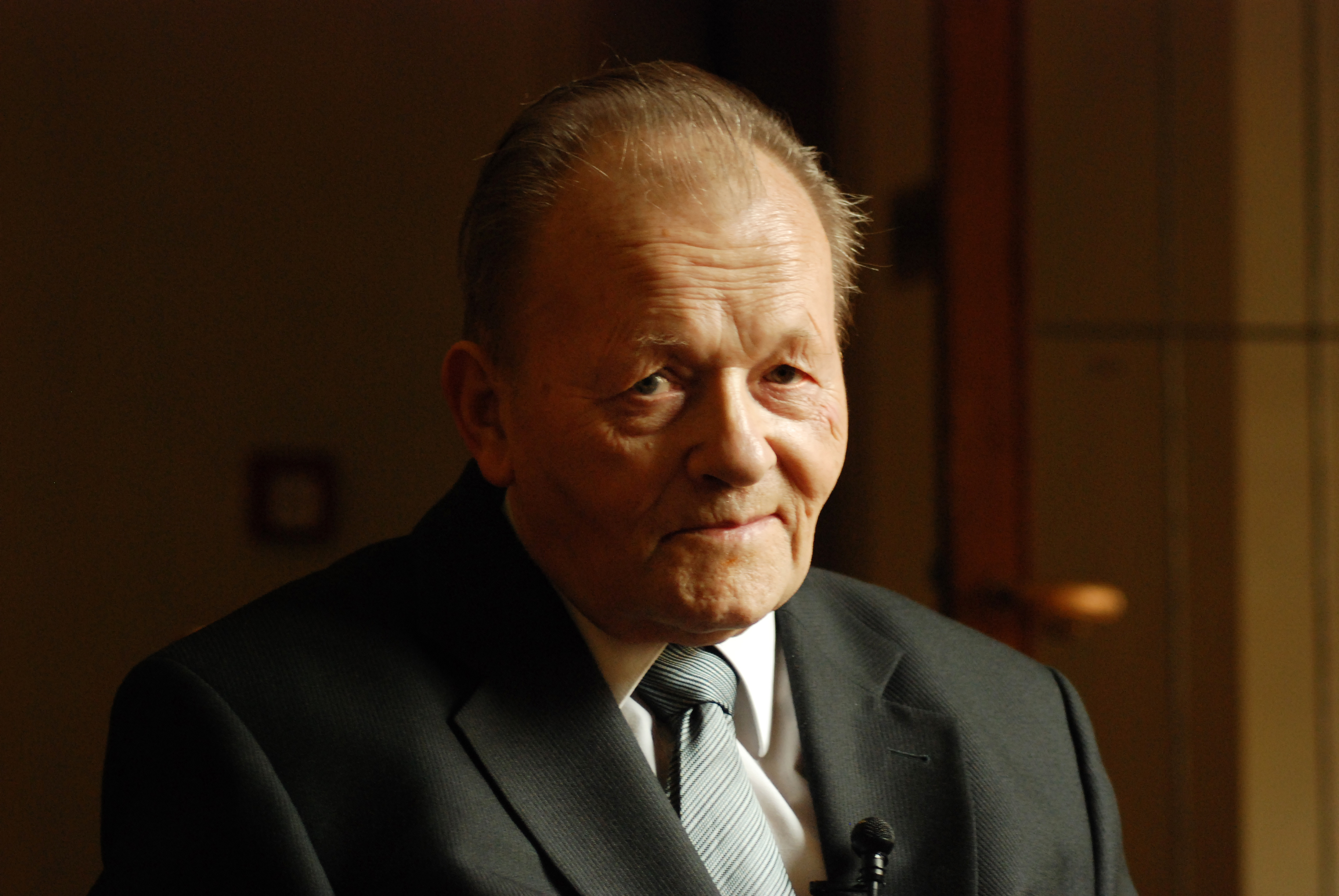
Antonín Holý (* 1936)

- 1288 – Eliška Rejčka, česká a polská královna jako manželka Václava II. a Rudolfa Habsburského († 18. října 1335)
- 1665 – David Zürn nejml. barokní sochař († po r. 1724)
- 1689 – Kilián Ignác Dientzenhofer, architekt († 12. prosince 1751)
- 1801 – Johann Baptist Riedl, pražský velkoobchodník († 20. prosince 1858)
- 1807 – František Řivnáč, pražský knihkupec a nakladatel († 25. června 1888)
- 1813 – Tomáš Šobr, politik, starosta Písku († 7. března 1873)
- 1831 – Jaroslav Čermák, malíř († 23. dubna 1878)
- 1839 – Václav Vlček, spisovatel a redaktor († 17. srpna 1908)
- 1848 – Bartoloměj Navrátil, matematik a fyzik († 12. dubna 1927)
- 1855 – Karel Urban, podnikatel a politik († říjen 1940)
- 1865 – Karel Vítězslav Mašek, malíř, architekt a ilustrátor († 24. července 1927)
- 1867 – Josef Fischer, československý politik († ?)
- 1870
  - Ferdinand Karafiát, spisovatel a lékař († 13. dubna 1928)
  - Jan Dědina, malíř a ilustrátor († 14. ledna 1955)
- 1872 – Leopold Bauer, slezský architekt († 7. října 1938)
- 1891 – František Hofman, malíř († 3. března 1969)
- 1914 – Jindřich Heisler, surrealistický spisovatel a výtvarník († 4. ledna 1953)
- 1917 – Jan Šprincl, filolog, překladatel z řečtiny a latiny a básník († 5. listopadu 1989)
- 1918 – Lubomír Koželuha, zpěvák, sbormistr, hudební skladatel a pedagog († 10. září 2008)
- 1920
  - Josef Kudrna, čs. ministr vnitra († 15. května 1989)
  - Taťána Hladěnová, odbojářka z období druhé světové války († 2. července 1942)
- 1921 – Ota B. Kraus, spisovatel († 5. října 2000)
- 1929
  - Josef Koláček, katolický duchovní, teolog, překladatel, spisovatel a publicista († 10. září 2019)
  - Květa Fialová, herečka († 26. září 2017)
  - Milan Jankovič, literární vědec († 5. ledna 2019)
- 1930 – Vlastimil Koutecký, scénograf († 25. února 2000)
- 1936
  - Antonín Holý, chemik († 16. července 2012)
  - Jaroslava Potměšilová, varhanice († 23. února 2024)
- 1938 – Miroslav Barták, kreslíř, humorista
- 1939 – Pavel Kouba, fotbalista, reprezentant († 13. září 1993)
- 1940 – Václav Mareš, herec († 30. května 2009)
- 1942
  - Vlastimil Venclík, dramatik, scenárista, režisér a herec
  - Richard Sacher, ministr vnitra Československa († 27. února 2014)
- 1949 – Vlado Čech, bubeník († 21. července 1986)
- 1950 – Jakub Noha, folkový písničkář, kytarista, textař a básník
- 1952 – Jakub Polák, anarchista a protirasistický aktivista († 25. září 2012)
- 1955 – Jaroslava Kretschmerová, herečka
- 1958 – Alena Hanáková, ministryně kultury ČR
- 1962 – Vít Vlnas, historik
- 1964
  - Petr Fejk, bývalý ředitel pražské zoologické zahrady
  - Petr Fiala, český politolog, vysokoškolský učitel a politik
- 1976 – Jiří Mužík, atlet, běžec
- 1978 – Jan Vorel, fotbalista
- 1980
  - Aleš Chán, basketbalista
  - Eva Krejčířová, tanečnice
- 1990 – Sarah Haváčová, herečka
- 1992 –Tomáš Nosek, hokejista
- 1993 – Jan Kliment, fotbalista
- 2005 – Jakub Menšík, tenista

### Svět

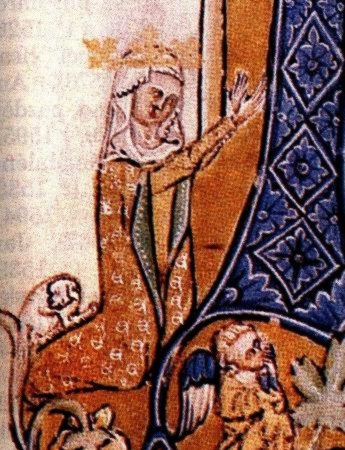
Eliška Rejčka (* 1288)

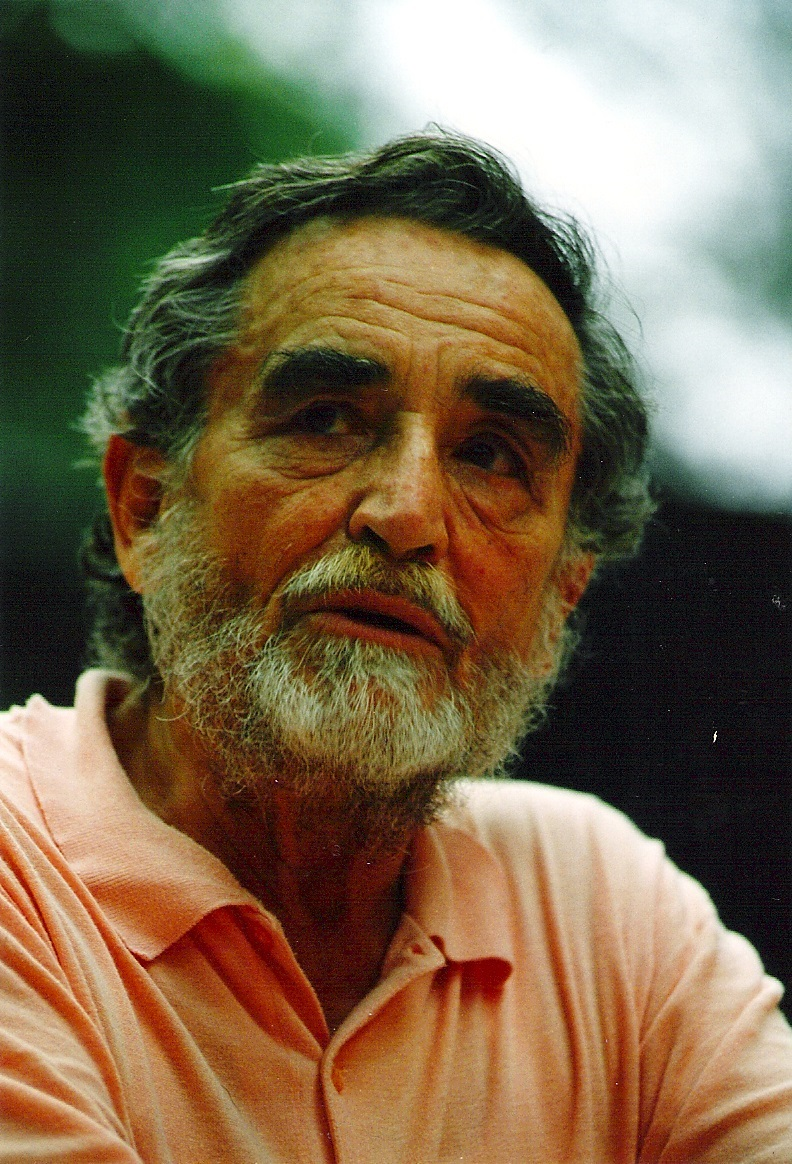
Vittorio Gassman (* 1922)

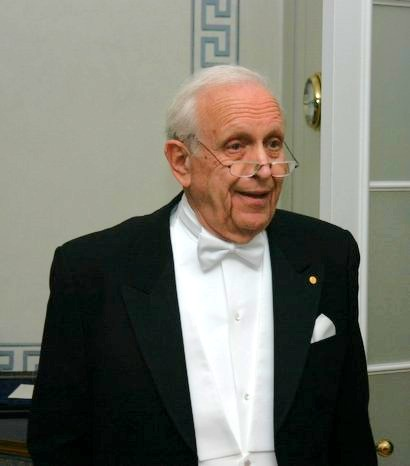
Roy Glauber (* 1925)

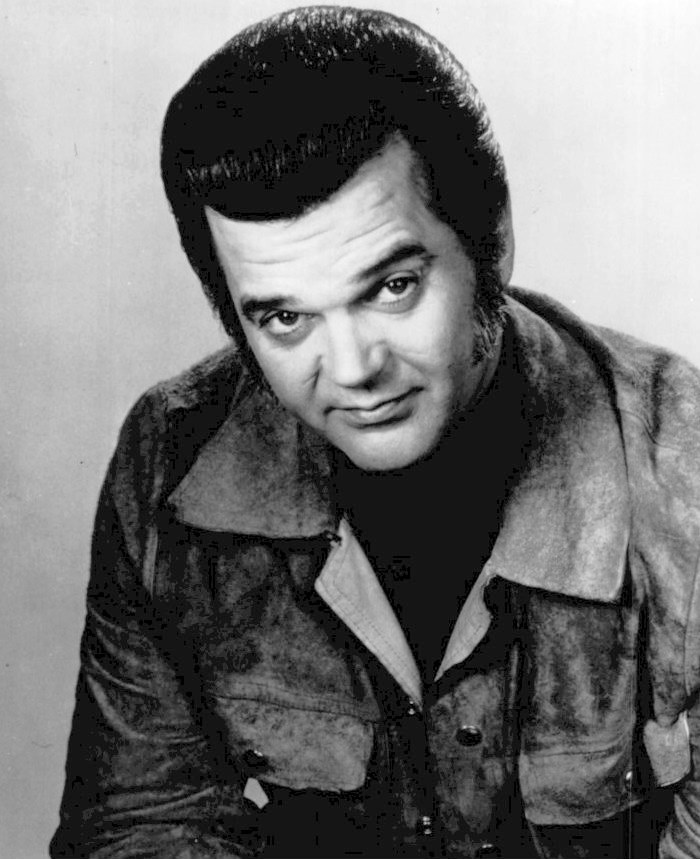
Conway Twitty (* 1933)

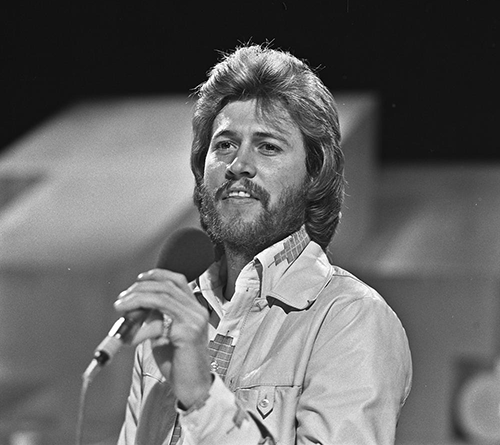
Barry Gibb (* 1946)

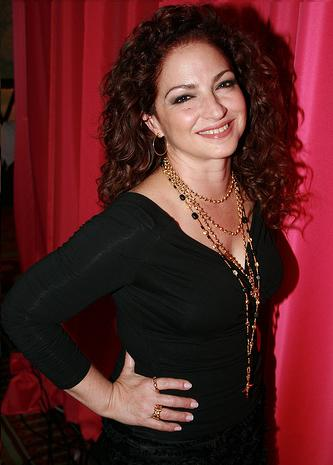
Gloria Estefan (* 1957)

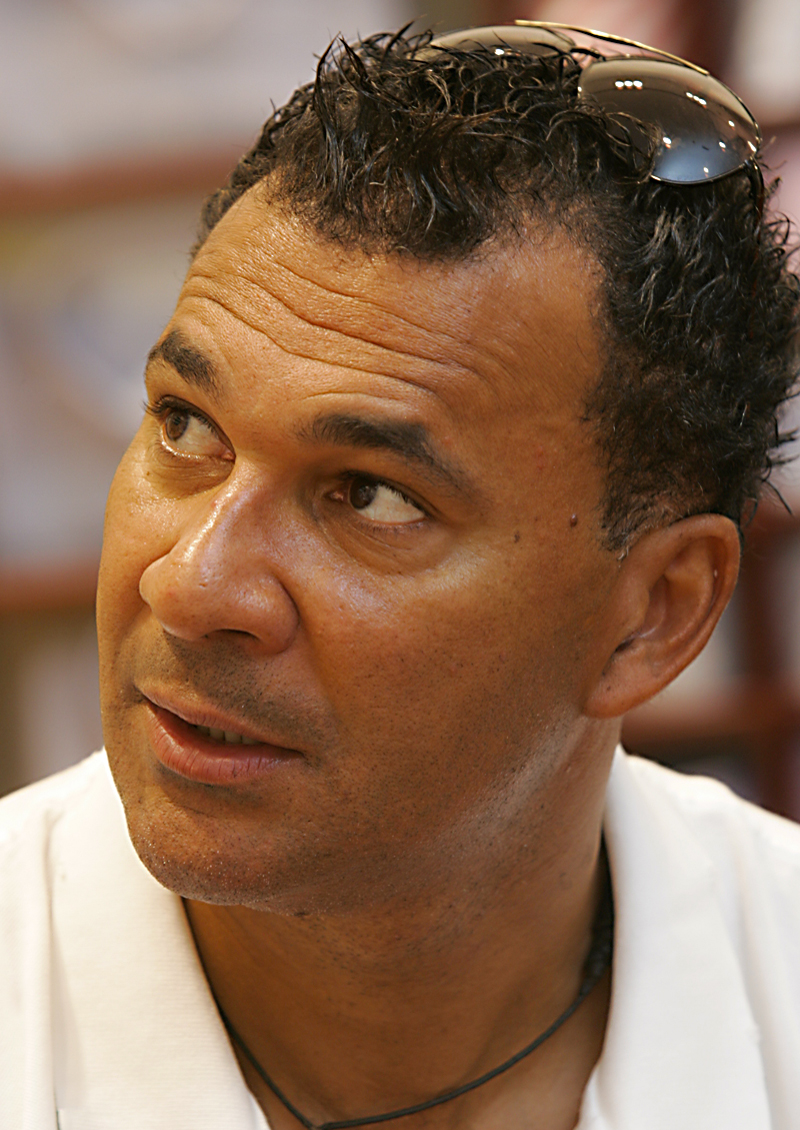
Ruud Gullit (* 1962)

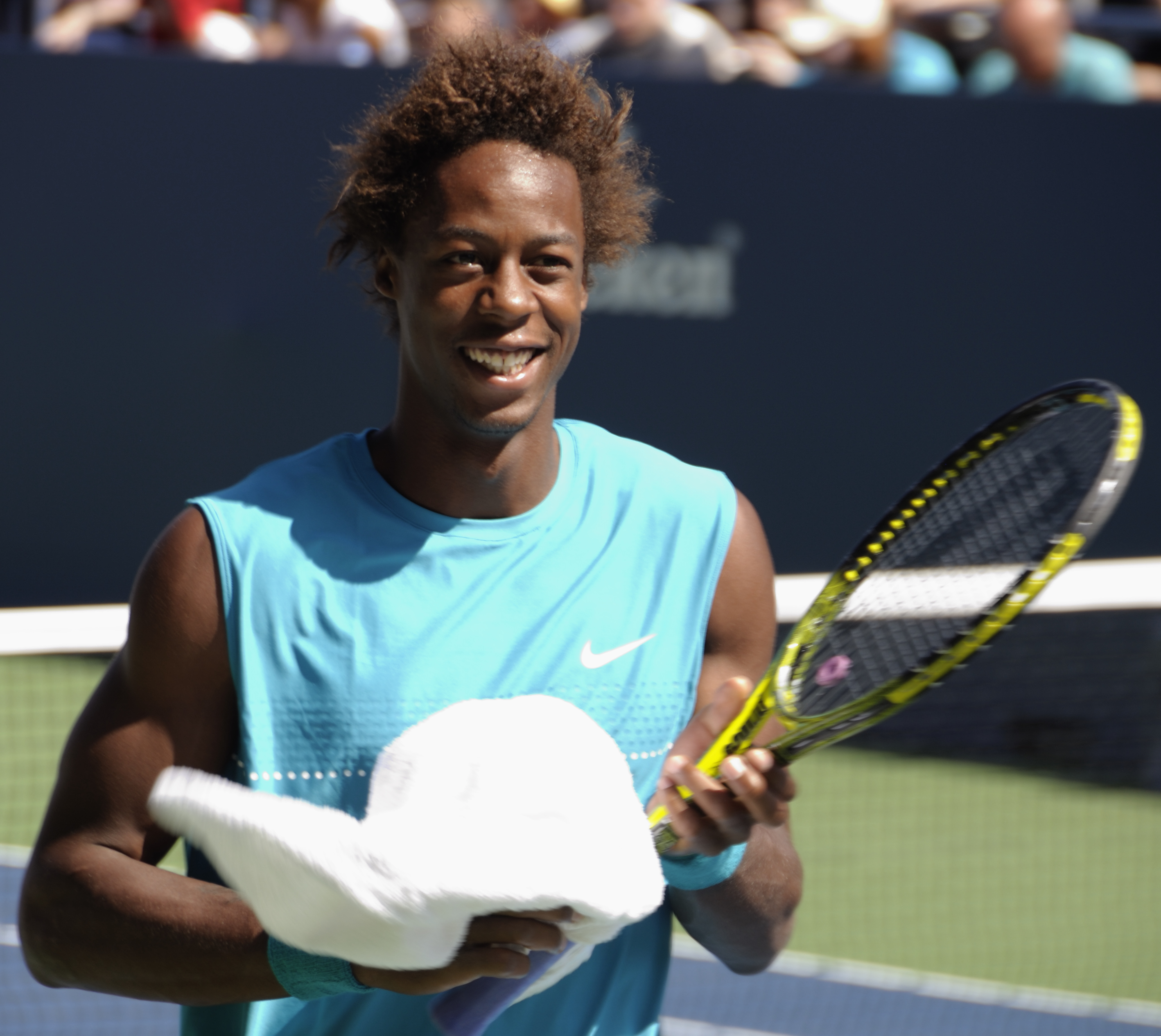
Gaël Monfils (* 1986)

- 1341 – Fridrich III. Sicilský, sicilský král († 27. července 1377)
- 1577 – Scipione Caffarelli-Borghese, kardinál státní sekretář, mecenáš umění († 2. října 1633)
- 1588 – Jindřich II. Bourbon-Condé, princ de Condé, syn Jindřicha I. Bourbona († 26. prosince 1646)
- 1637 – Nicolas Catinat, francouzský vojevůdce († 22. února 1712)
- 1647 – Anna Žofie Dánská, dánská princezna, saská kurfiřtka († 1. července 1717)
- 1650 – Ferdinando d'Adda, italský kardinál († 27. ledna 1719)
- 1651 – Natálie Kirillovna Naryškinová, ruská carevna, druhá manželka Alexeje I. Michajloviče († 4. února 1694)
- 1659 – Domenico Egidio Rossi, italský architekt a stavitel († 19. února 1715)
- 1696 – Emine Sultan, osmanská princezna a dcera sultána Mustafy II. († 1739)
- 1711
  - Christoph Hermann von Manstein, pruský generál († 27. června 1757)
  - Vilém IV. Oranžský, nizozemský místodržící († 22. října 1751)
- 1715 – Andrej Jaslinský, slovenský fyzik a filosof († 1. ledna 1784)
- 1718 – Antoine de Chézy, francouzský hydrolog († 15. října 1798)
- 1727 – Jean-Baptiste Gobel, francouzský politik a biskup († 13. dubna 1794)
- 1751 – Emanuel Schikaneder, rakouský herec, pěvec, režisér a básník († 21. září 1812)
- 1758 – George John Spencer, britský šlechtic a druhý hrabě Spencer († 10. listopadu 1834)
- 1775 – Honoré-Charles Reille, francouzský generál († 1. března 1860)
- 1833 – Michał Hórnik, lužickosrbský duchovní a slavista († 22. února 1894)
- 1835 – William Stanley Jevons, britský ekonom († 13. srpna 1882)
- 1846 – Johann Loserth, rakouský historik († 30. srpna 1936)
- 1854 – Engelbert Humperdinck, německý hudební skladatel († 27. září 1921)
- 1856
  - Innokentij Fjodorovič Anněnskij, ruský básník († 13. prosinec 1909)
  - Louis-Ernest Dubois, kardinál a arcibiskup pařížský († 23. září 1929)
- 1858 – Carl Auer von Welsbach, rakouský chemik a podnikatel († 4. srpna 1929)
- 1862
  - Adolphe Appia, švýcarský architekt, interiérový designér († 29. února 1928)
  - Emil von Homann, ministr veřejných prací Předlitavska († 9. února 1945)
- 1864 – Roger Casement, irský básník a revolucionář († 3. srpna 1916)
- 1874
  - Ismar Elbogen, německo-židovský učenec a rabín († 1. srpna 1943)
  - Talat Paša, osmanský politik a hlavní představitel Mladoturků († 15. března 1921)
- 1875 – Edgar Rice Burroughs, americký spisovatel († 19. března 1950)
- 1877 – Francis William Aston, britský chemik a fyzik († 20. listopadu 1945)
- 1879 – Bruno Granichstaedten, rakouský hudební skladatel († 30. května 1944)
- 1881 – Josef Zaricki, izraelský malíř († 30. listopadu 1987)
- 1883 – Leonid Kulik, ruský mineralog († 24. dubna 1942)
- 1887 – Blaise Cendrars, švýcarský spisovatel († 21. ledna 1961)
- 1895
  - Engelbert Zaschka, německý hlavní inženýr, konstruktér a vynálezce († 26. června 1955)
  - Heinrich Hoerle, německý malíř († 7. července 1936)
- 1896
  - André Hunebelle, francouzský filmový scenárista, producent a režisér († 27. listopadu 1985)
  - A. C. Bhaktivédánta Svámí Prabhupáda, indický náboženský vůdce, zakladatel-áčárja Mezinárodní společnosti pro vědomí Krišny, ISKCONu († 14. listopadu 1977)
- 1899 – Andrej Platonov, ruský spisovatel († 5. ledna 1951)
- 1901 – Boleslaw Filipiak, polský kněz a kardinál († 14. října 1978)
- 1906 – Joaquín Balaguer, prezident Dominikánské republiky († 14. července 2002)
- 1909 – August Sabbe, estonský voják a lesní bratr († 28. září 1978)
- 1910 – Pierre Bézier, francouzský konstruktér a matematik († 25. listopadu 1999)
- 1912 – Gwynfor Evans, velšský politik († 21. dubna 2005)
- 1914 – Annemarie Selinko, rakouská spisovatelka († 28. července 1986)
- 1916 – Ken Aston, britský fotbalový rozhodčí, který vynalezl červenou a žlutou kartu († 2001)
- 1917 – Ferdinand Marcos, filipínský prezident († 28. září 1989)
- 1921 – Willem Frederik Hermans, nizozemský spisovatel a fotograf († 27. dubna 1995)
- 1922
  - Vittorio Gassman, italský herec a režisér († 29. června 2000)
  - Mihajlo Mitrović, srbský architekt († 20. prosince 2018)
- 1923
  - Rocky Marciano, americký boxer († 31. srpna 1969)
  - Egyd Pepich, ministr vnitra SSR († 24. listopadu 2006)
- 1924 – Dirk Fischer, americký jazzový hudebník († 25. února 2013)
- 1925
  - Roy Glauber, americký fyzik, Nobelova cena za fyziku († 26. prosince 2018)
  - Art Pepper, americký jazzový saxofonista a skladatel († 15. června 1982)
- 1926 – Stanley Cavell, americký filosof  († 19. června 2018)
- 1930 – Michel Serres, francouzský filozof a historik vědy († 1. června 2019)
- 1931
  - Friedrich Kurrent, rakouský architekt († 10. ledna 2022)
  - Michael O. Rabin, izraelský informatik
  - Willie Ruff, americký hudebník
  - Martin Stade, německý spisovatel († 11. prosince 2018)
- 1933
  - Conway Twitty, americký zpěvák a kytarista († 5. června 1993)
  - Marshall Lytle, americký kontrabasista († 25. května 2013)
  - Gene Harris, americký klavírista († 16. ledna 2000)
- 1934 – Paolo Sardi, italský kardinál († 13. července 2019)
- 1936 – Valerij Legasov, vedoucí vyšetřovací komise Černobylské havárie († 27. dubna 1988)
- 1937
  - Francisco Pinto Balsemão, premiér Portugalska
  - Allen Jones, britský pop-artový malíř, sochař a grafik
- 1940
  - Clayton Alderfer, americký psycholog († 30. října 2015)
  - Annie Ernauxová, francouzská spisovatelka, nositelka Nobelovy ceny za literaturu za rok 2022
- 1942 – C. J. Cherryh, americká spisovatelka
- 1945 – Abd Rabú Mansúr Hádí, jemenský prezident
- 1946
  - Barry Gibb, britský zpěvák, kytarista, skladatel
  - Ro Mu-hjon, 16. prezident Korejské republiky († 23. května 2009)
- 1950
  - Dudu Georgescu, rumunský fotbalista
  - Michail Fradkov, ruský premiér
  - Phil McGraw, americký psycholog, televizní bavič a moderátor
- 1951 – Timothy Zahn, americký spisovatel
- 1952 – Athol Earl, novozélandský veslař, olympijský vítěz
- 1953 – Andres Mustonen, estonský dirigent a houslista
- 1954 – Filip Vujanović, prezident Černé Hory
- 1955
  - Bruce Foxton, anglický rokenrolový hudebník
  - Wayne Horvitz, americký hudebník a hudební skladatel
- 1957 – Gloria Estefan, kubánsko-americká zpěvačka a autorka písní
- 1958 – Sergej Garmaš, ruský divadelní a filmový herec ukrajinského původu
- 1962 – Ruud Gullit, nizozemský fotbalista a trenér surinamského původu
- 1968 – Muhammad Atta, egyptský terorista, vůdce skupiny únosců letadel během teroristických útoků 11. září 2001 († 11. září 2001)
- 1970 – Barbara Paulusová, rakouská tenistka
- 1974 – Filip Nikolic, francouzský herec a zpěvák, člen skupiny 2Be3 († 16. září 2009)
- 1975 – Omar Rodríguez-López, portorický hudebník
- 1981 – Boyd Holbrook, americký herec a model
- 1984
  - Joe Trohman, americký kytarista skupiny Fall Out Boy
  - Sergej Korsakov, ruský kosmonaut
- 1986 – Gaël Monfils, francouzský tenista
- 1989
  - Bill Kaulitz, německý zpěvák skupiny Tokio Hotel
  - Tom Kaulitz, německý kytarista skupiny Tokio Hotel
  - Kelsey Serwaová, kanadská akrobatická lyžařka
- 1992 – Kirani James, grenadský atlet, sprinter
- 1994
  - Margarita Betovová, ruská tenistka
  - Carlos Sainz Jr., španělský automobilový závodník
- 1995 – Nathan MacKinnon, kanadský lední hokejista
- 1996
  - Zendaya, americká herečka a zpěvačka
  - Eddie Dunbar, irský silniční cyklista
- 1997 – Čon Čong-kuk, jihokorejský k-popový zpěvák skupiny BTS
- 2002 – Diane Parryová, francouzská tenistka

## Úmrtí
Viz též Kategorie:Úmrtí 1. září — automatický abecedně řazený seznam.

### Česko

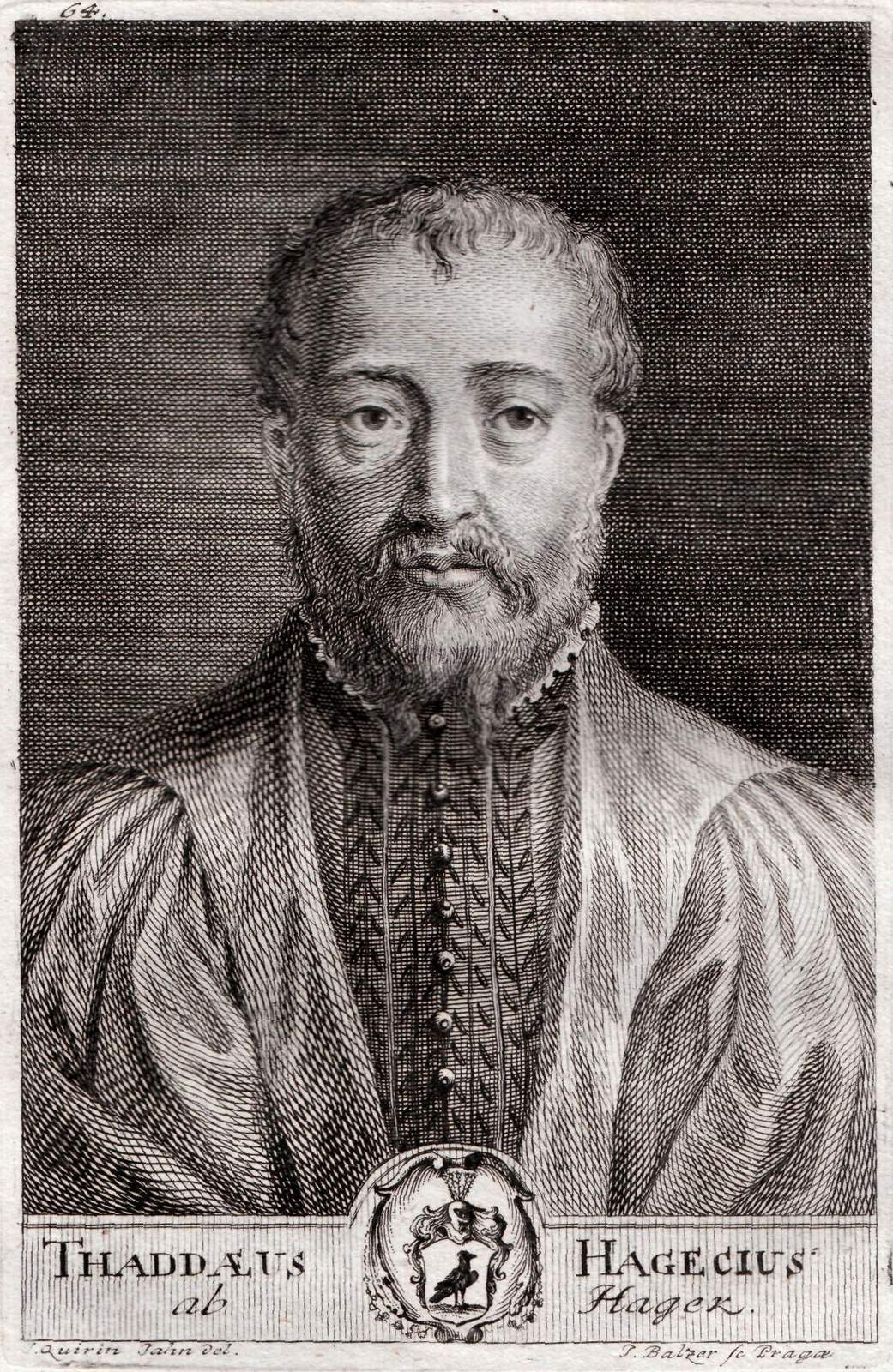
Tadeáš Hájek z Hájku († 1600)

- 1126 – Svatava Polská, první česká královna jako manželka Vratislava II. (* 1046/1048)
- 1389 – Jan I. z Rožmberka, šlechtic (* ?)
- 1600 – Tadeáš Hájek z Hájku, matematik (* 1. prosince 1525)
- 1842 – Antonín Bedřich I. Mitrovský, osvícenec a úředník (* 20. května 1770)
- 1904 – Josef Srb-Debrnov, hudební historik a spisovatel (* 18. září 1836)
- 1913 – Ladislav Quis, spisovatel a básník (* 5. února 1846)
- 1914 – Jindřich Prucha, malíř (* 29. září 1886)
- 1931 – Stanislav Suda, skladatel, flétnista, hudební pedagog (* 30. dubna 1865)
- 1933 – Otýlie Vranská, oběť brutální vraždy (* 9. března 1911)
- 1941 – Jiří Orten, básník (* 30. srpna 1919)
- 1944 – Leopold Pölzl, starosta Ústí nad Labem (* 14. listopadu 1879)
- 1954 – Zdeněk Bažant, profesor stavební mechaniky, rektor ČVUT (* 25. listopadu 1879)
- 1975 – František Josef Kinský, šlechtic (* 11. května 1879)
- 1982 – Jiří Vašků, herec (* 20. srpna 1917)
- 1991 – František Weber, generálmajor letectva, Wing Commander RAF (* 28. února 1908)
- 2003 – Jan Havránek, historik (* 7. června 1928)
- 2004 – Teodor Rotrekl, výtvarník a ilustrátor (* 1. června 1923)
- 2005 – Richard Honzovič, hlasatel a voiceover (* 17. března 1934)
- 2008 – Tomáš Baťa mladší, podnikatel (* 17. září 1914)
- 2010 – Rudolf Pellar, herec, zpěvák a hudební pedagog (* 28. února 1923)
- 2011 – Magdalena Hrabánková, ekonomka, rektorka Jihočeské univerzity (* 1941)
- 2015 – Jiří Louda, heraldik a knihovník (* 3. října 1920)
- 2017 – Vladimír Brabec, herec (* 15. května 1934)

### Svět

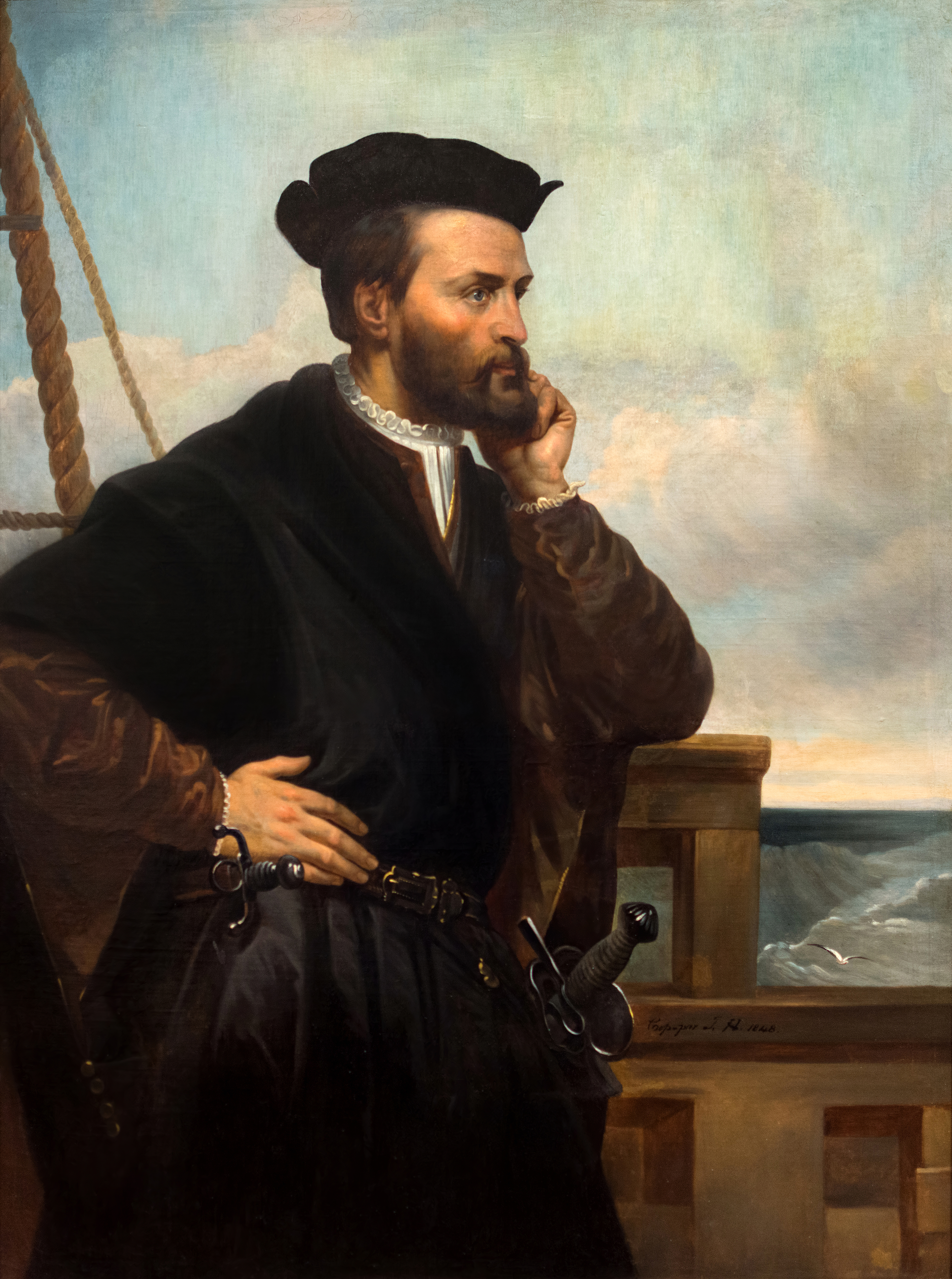
Jacques Cartier († 1557)

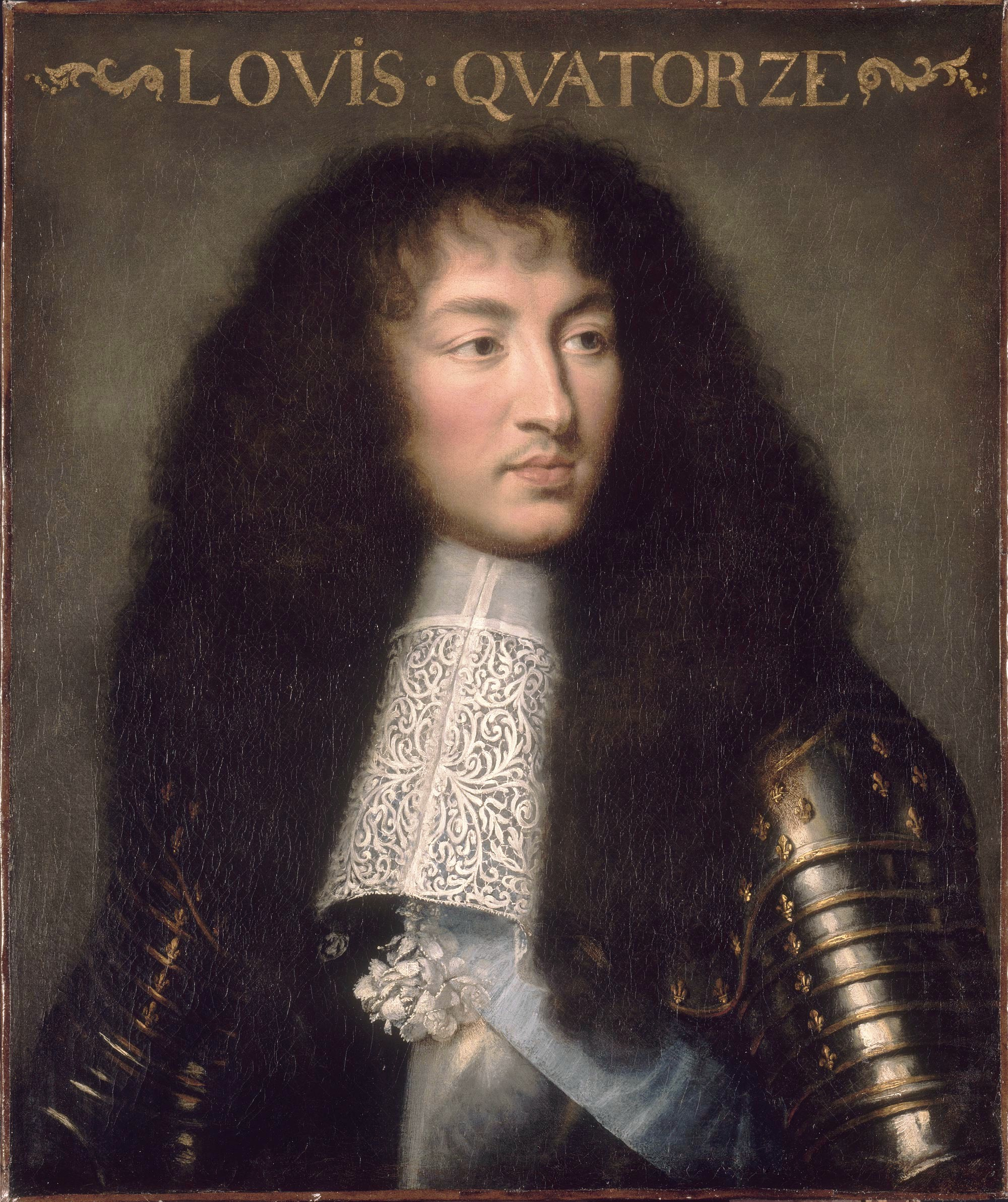
Ludvík XIV. († 1715)

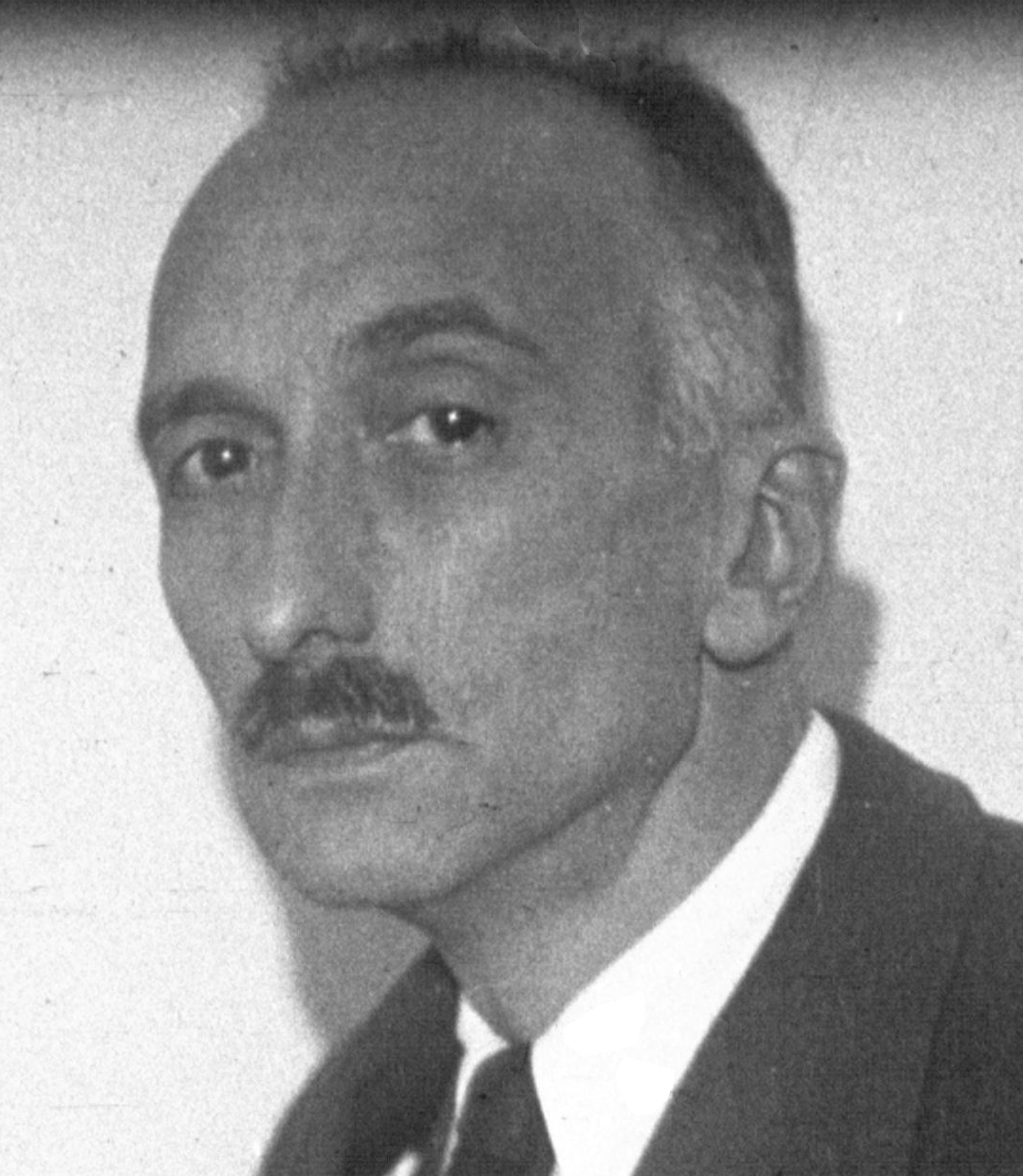
François Mauriac († 1970)

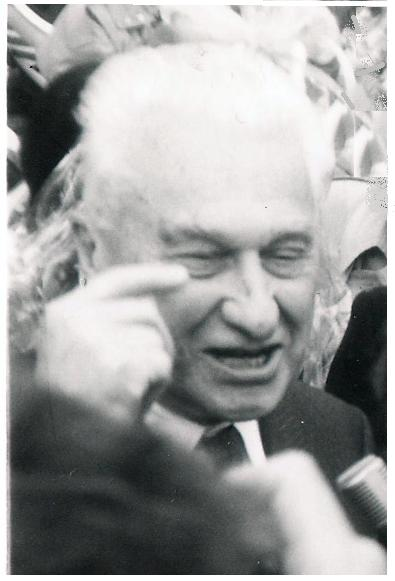
Tomáš Baťa mladší († 2008)

- 1159 – Hadrián IV., 167. papež(* okolo 1100)
- 1198 – Dulce Aragonská, portugalská královna (* 1160)
- 1339 – Jindřich II. Dolnobavorský, bavorský vévoda (* 29. září 1305)
- 1456 – Petr Payne, Angličan ve službách husitské revoluce (* 1380)
- 1435 – Zikmund Korybutovič, litevský kníže (* 1400)
- 1449 – Cchao Naj, politik čínské říše Ming (* 1402)
- 1557 – Jacques Cartier, francouzský námořní kapitán a objevitel (* 1491)
- 1569 – Marie Temrjukovna, ruská carevna, druhá manželka Ivana IV. (* ? 1544)
- 1648 – Marin Mersenne, francouzský teolog, filozof, matematik, fyzik a muzikolog (* 8. září 1588)
- 1687 – Henry More, anglický filozof (* 1614)
- 1715 – Ludvík XIV., francouzský král (* 5. září 1638)
- 1748 – Samuel Hruškovic, slovenský teolog (* 1. dubna 1694
- 1776 – Ludwig Christoph Heinrich Hölty, německý lidový básník (* 21. prosince 1748)
- 1808 – Carl Gotthard Langhans, německý stavitel (* 15. prosince 1732)
- 1849 – Pavel Vasiljevič Čičagov, ruský admirál (* 8. července 1767)
- 1856
  - William Yarrell, anglický přírodovědec (* 3. června 1784)
  - Christian Friedrich Bernhard Augustin, evangelický teolog, spisovatel a historik (* 28. listopadu 1771)
- 1870
  - Joseph Anton von Maffei, německý průmyslník (* 4. září 1790)
  - Charles-Joseph de Flahaut, francouzský generál (* 21. dubna 1785)
- 1910 – Alexandr Michajlovič Zajcev, ruský chemik (* 2. července 1841)
- 1924 – Joseph Henry Blackburne, britský šachista (* 10. prosince 1841)
- 1935 – Abraham Isaac Kook, židovský myslitel (* 8. září 1865)
- 1936 – Isaac Puente, baskický lékař a anarchokomunista (* 3. července 1896)
- 1939 – Paul Nadar, francouzský fotograf (* 8. února 1856)
- 1944
  - Fernand Guyou, nejúspěšnější francouzský stíhací pilot první světové války (* 7. ledna 1891)
  - Liviu Rebreanu, rumunský spisovatel (* 27. listopadu 1885)
- 1951
  - Wols, německý malíř a fotograf (* 27. května 1913)
  - Georgij Petrovič Fedotov, ruský náboženský myslitel, filosof a historik (* 13. října 1886)
  - Louis Lavelle, francouzský filozof (* 15. července 1883)
- 1961 – Eero Saarinen, finsko-americký architekt (* 20. srpna 1910)
- 1962
  - Hans-Jürgen von Arnim, německý generálplukovník (* 4. dubna 1889)
  - Florence Lee, americká herečka (* 12. března 1888)
- 1969 – Michael Lippert, nacistický důstojník Waffen-SS (* 24. dubna 1897)
- 1970 – François Mauriac, francouzský spisovatel (* 11. října 1885)
- 1971
  - Paul Niehans, švýcarský lékař (* 21. listopadu 1882)
  - Dezider Milly, slovenský malíř, grafik a pedagog (* 7. srpna 1906)
- 1981 – Albert Speer, německý architekt (* 19. března 1905)
- 1982
  - Haskell Brooks Curry, americký matematik (* 12. září 1900)
  - Władysław Gomułka, polský komunistický politik (* 6. února 1905)
- 1983 – Henry M. Jackson, americký kongresman a senátor (* 31. května 1912)
- 1985 – Saunders Lewis, velšský spisovatel, historik, literární kritik a politik (* 15. října 1893)
- 1987 – Gerhard Fieseler, německý stíhací pilot (* 15. dubna 1896)
- 1988 – Luis Walter Alvarez, americký fyzik (* 13. června 1911)
- 1989 – Kazimierz Deyna, polský fotbalista (* 23. října 1947)
- 1990 – Edwin O. Reischauer, americký historik (* 15. října 1910)
- 1994 – Fernand Guyou, francouzský stíhací pilot (* 7. ledna 1897)
- 1998 – Józef Krupiński, polský básník (* 24. září 1930)
- 1999 – Doreen Valiente, anglická čarodějnice (* 4. ledna 1922)
- 2004 – Ahmad Kaftáru, syrský muftí (* 1915)
- 2005 – Józef Rotblat, lékař, nositel Nobelovy ceny za mír (* 4. listopadu 1908)
- 2006
  - Kyffin Williams, velšský malíř (* 9. května 1918)
  - György Faludy, maďarský spisovatel a překladatel (* 22. září 1910)
- 2007
  - Vladimír Reisel, slovenský básník a diplomat (* 19. ledna 1919)
  - Viliam Schrojf, slovenský fotbalový brankář, reprezentant Československa, vicemistr světa (* 2. srpna 1931)
- 2008 – Jerry Reed, americký herec, skladatel a country zpěvák (* 20. března 1937)
- 2012 – Hal David, americký textař (* 25. května 1921)
- 2014 – Joseph Shivers, americký textilní chemik (* 29. listopadu 1920)
- 2018 – Randy Weston, americký jazzový klavírista a hudební skladatel (* 6. dubna 1926)
- 2023 – Jimmy Buffett, americký písničkář, herec a spisovatel (* 25. prosince 1946)

## Svátky

### Česko
- Linda, Lina
- Samuel, Samuela
- Edgar
- Egon, Egona, Egid, Egida
- Jiljí
- Marilyn, Melinda, Rosalinda
- Sámo
- Sixt, Sixtus

### Svět
- Den Hnutí nezúčastněných zemí
- Rusko: Den poznání
- Začíná Byzantský liturgický rok.
- Světový den míru
- Světový den modliteb za péči o stvoření
- Libye: Den revoluce
- Malajsie: Národní den
- Slovensko: Státní svátek
- Spojené státy americké: Státní svátek medu
- Tanzanie: Den hrdinů, Svátek práce
- Sýrie: Den svornosti
- Spojené státy americké: Labor day (Svátek práce) – je-li pondělí
- Dnes končí keltský měsíc lísky Coll

## Pranostiky

### Česko
- Svatý Jiljí své počasí pevně drží.
- O svatém Jiljí jdou jeleni k říji.
- V jakém povětří jelen na den Jiljího říje neb mezi laně jde, v takovém se zase po čtyřech týhodnech navrací;
jestli jde jelen něco později do říje, tedy jest znamení, že pozdě zima nastane.
- Jaké počasí Jiljí ukazuje, takové po celý měsíc dodržuje.
- Jaké počasí o Jiljím panuje, takové celý měsíc se ukazuje.
- Jaké počasí o svatém Jiljím, takové bývá celý podzim.
- Pro ornici i osení výhoda, když na Jiljího slunná pohoda.
- Je-li pěkně na svatého Jiljí, bude pěkně po čtyři neděle.
- Na svatého Jiljí jasný den – krásný odzim zvěstujem.
- Je-li Jiljí jasný den, krásný podzim zvěstujem.
- Jiljí jasný – podzim krásný.
- Na svatého Jiljí jasno, je suchá jeseň;
když prší, čtyřicet dnů střecha nevyschne.
- Na den Jiljí hromy a blesky – čtyři týdny mokré stezky.
- Když na svatého Jiljí prší, celý podzim voda crčí.
- Prší-li na svatého Jiljí, budou otavy shnilý.
- Je-li střídavě na Jiljí, je střídavé podletí.
- Svatá Jiljí děvčata bílí.

| 1. září v pražském KlementinuÚdaje jsou platné k 11. 3. 2025. | 1. září v pražském KlementinuÚdaje jsou platné k 11. 3. 2025. | 1. září v pražském KlementinuÚdaje jsou platné k 11. 3. 2025. |
| minimum                                                       | denní průměr                                                  | maximum                                                       |
| ------------------------------------------------------------- | ------------------------------------------------------------- | ------------------------------------------------------------- |
| 7,2 °C (1998)                                                 | 17,1 °C (od 1961)                                             | 32,6 °C (2015)                                                |